# Crims a Barcelona. Silenciades
Crims a Barcelona. Silenciades (títol original en alemany, Der Barcelona-Krimi: Totgeschwiegen) és un telefilm alemany de temàtica policíaca de 2023 dirigit per Andreas Herzog. Representa la setena entrega a la saga de telefilms de l'ARD Crims a Barcelona, amb Clemens Schick i Anne Schäfer en els papers principals. Es va emetre per primer lloc el 30 de novembre de 2023 com a part de la franja dels dijous en horari de màxima audiència del canal Das Erste dedicada a ficcions criminals. S'ha doblat al català per a TV3, que va emetre'l el 18 de maig de 2025.

## Trama
Una monja, la germana Dolors, apareix estrangulada a una església. Quan comencen a investigar el crim, els comissaris Bonet i Valent no s'imaginen que tot forma part d'una trama de nens robats de la dècada del 1970. Molta gent implicada i un assassí que té molt a guanyar i res a perdre.

## Producció
El rodatge de Silenciades, sota el títol provisional de Mütter, va tenir lloc a Barcelona del 14 de març de 2023 a l'11 de maig de 2023, juntament amb l'episodi següent, La caiguda.